# 长鞭效应

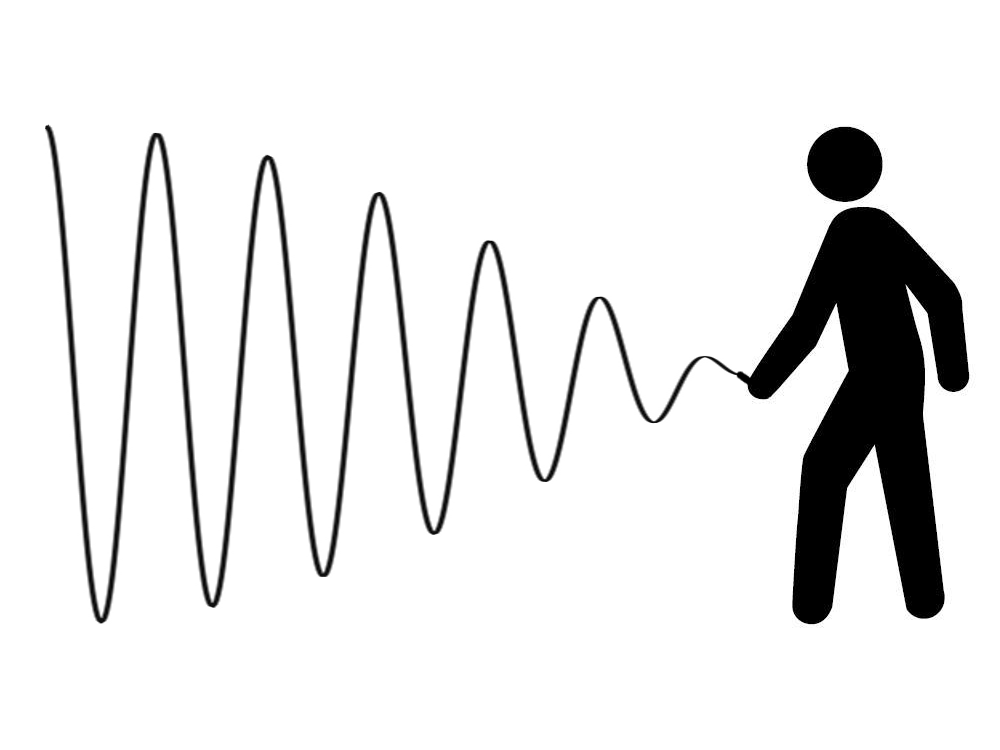

長鞭效应（Bullwhip effect），或称牛鞭效应，是一种在需求预测驱动的销售渠道中被观察到的现象。
此理论最早在1961年由J Forrester在Industrial Dynamics中提出。在一般的商业活动中，客户的需求总是不稳定的，企业总是需要通过预测客户的需求来优化库存与其他资源的配置。而预测是建立在统计基础上的，一般来说是不可能完全精确的，所以企业在运营中常常会保留一些额外的库存作为安全库存。
在供应链中，从下游到上游，从终端客户到原始供应商，每一个组成部分所需求的安全库存将会越来越多。在需求升高的时期，下游的企业将会增加从上游订货的数量，在需求降低的时期，下游的企业将会减少或者停止订货。而这种需求量的变化会随着供应链上溯而被放大。
这种訊息扭曲的放大作用在图形显示上很像一根甩起的長鞭，因此被形象地称为長鞭效应。最下游的客户端相当于鞭子的根部，而最上游的供应商端相当于鞭子的梢部，在根部的一端只要有一个轻微的抖动，传递到末梢端就会出现很大的波动。在供应链上，这种效应越往上游，变化就越大，距终端客户越远，影响就越大。